# شارلوتزویل (ویرجینیا)
شارلوتزویل یا شارلوتسویل (به انگلیسی: Charlottesville) شهری در مشترک‌المنافع ویرجینیا کشور ایالات متحده آمریکا است. جمعیت شارلوتزویل در سرشماری سال ۲۰۱۰ میلادی، ۴۳٬۴۷۵ نفر بوده‌است.